# Жученко Пантелеймон Якович
Пантелеймон Якович Жученко (нар. 1898 — 1968) — український радянський діяч, 1-й секретар Житомирського окружного комітету КП(б)У, голова Організаційного комітету Президії ВУЦВК по Полтавській області. Член ЦК КП(б)У в червні 1937 — квітні 1938 р.

## Життєпис
Служив у Червоній армії, учасник Громадянської війни в Росії.
Член РКП(б) з 1920 року.
У 1920—1923 роках — голова Данило-Балківського волосного осередку КП(б)У.
Закінчив курси окружних партійних робітників при ЦК КП(б)У.
Потім — на відповідальній партійній роботі. Обирався 1-м секретарем Грушківського і Добровеличківського районних комітетів КП(б)У Одеської області.
У 1936—1937 роках — 1-й секретар Житомирського окружного і міського комітетів КП(б)У Київської області.
У 1937 — лютому 1938 року — голова Організаційного комітету Президії ВУЦВК по Полтавській області. У 1938 році перебував на партійній роботі в місті Дніпропетровську.
22 квітня 1938 року заарештований органами НКВС. Перебував у в'язниці, 3 жовтня 1939 року звільнений із ув'язнення. Працював директором колгоспу в Дніпропетровській області.
До липня 1941 року — заступник завідувача, завідувач Дніпропетровського обласного відділу торгівлі.
Учасник німецько-радянської війни. У 1941—1942 роках — командир об'єднаного партизанського загону Новомосковського району Дніпропетровської області.
З червня 1944 року — заступник голови виконавчого комітету Тернопільської обласної ради депутатів трудящих.
На 1950 рік — 1-й секретар Копичинського районного комітету КП(б)У Тернопільської області.
Потім — на пенсії.